# 관능의 법칙
《관능의 법칙》은 2014년 공개된 대한민국의 영화이다.

## 캐스팅
- 엄정화 : 정신혜 역
- 문소리 : 조미연 역
- 조민수 : 이해영 역
- 이경영 : 최성재 역
- 이성민 : 이재호 역
- 이재윤 : 황현승 역
- 전혜진 : 김수정 역
- 최무성 : 이성욱 역
- 권해효 : 박대표 역
- 김호진 : 구동욱 역
- 진선규 : 김대리 역
- 이소윤 : 세영 역
- 설지윤 : 카페 여주인 역
- 서동갑 : 퍽치기 남 역
- 장혁진 : 형사 역
- 김용준 : 피부과 의사 역
- 김시정 : 내과 의사 역
- 조우진 : 최피디 역
- 곽자형 : 택시 운전사 역
- 차수보 : 족발 배달원 역
- 장서이 : 마사지사 역
- 홍준표 : 수정 결혼식 사진사 역
- 김민경 : 성욱 결혼식 호텔직원 역
- 허준환 : 현승 촬영장 조연출 역
- 유민경 : 작가1 역
- 장린아 : 작가2 역
- 박초롱 : 수정 결혼식 친구1 역
- 김지은 : 수정 결혼식 친구2 역
- 남상란 : 수정 결혼식 친구3 역
- 한성주 : 미연 아들 역
- 김규영 : 라운지 바 디제이 역
- 이철희 : 스시 요리사 역
- 김용식, 김재혁, 백동훈, 엄종권, 이상엽, 전민혁, 주재현, 고정아, 하시영, 신세계, 신채은, 양주아, 이다희, 조희 : 워터파크 출연자 역
- 강지훈 : 워타파크 진행자 역
- 장항준 : 김총무 목소리 역
- 황정현 : 사진사 목소리 역
- 보아 : 송범식 역 (특별출연)
- 오상진 : 현승 촬영장 MC 역 (특별출연)